# E20 (Ecuador)
Die E20 oder Transversal Norte ist eine Straße in Ecuador. Die Straße ist eine Ost-West-Route durch den Norden des Landes, von Esmeraldas über Santo Domingo und der Region Quito nach Puerto Francisco de Orellana. Die E20 ist 336 Kilometer lang.

## Straßenbeschreibung
Die E20 beginnt in der nordwestlichen Küstenstadt Esmeraldas an der E15 und führt in den Südosten ins Landesinnere. Die Region besteht aus einem dicht bewaldeten breiten Küstenstreifen der nicht sehr gebirgig ist. In Santo Domingo, überquert man die E25, E20 und die Straße führt durch die Anden nach Osten. Die Straße steigt in der Region kontinuierlich nach Quito an bis zu einer Höhe von etwa 3150 Meter an. Diese Gegend ist in der Nähe des Äquators und mit viel Weide flächen und nur teilweise wird hier was angebaut. Die E20 bildet dann zusammen mit der E35 die Umgehungsstraße von Quito. Die Route führt durch die äußeren Vororte der ecuadorianischen Hauptstadt. Im Osten von Quito steigt die Straße auf 4.050 Meter Höhe, dem höchsten Punkt der E20. Dann folgt eine lange Abfahrt in den Amazonas-Dschungel auf nur 250 Meter Höhe und die Straße endet in Puerto Francisco de Orellana.

## Geschichte
Die E20 ist traditionell eine wichtige Straße, vor allem der Mittelteil zwischen Santo Domingo und Quito. Dieser Teil wird im Rahmen der Mautgebühren bewirtschaftet und somit muss auf der Strecke Maut bezahlt werden. Der Teil östlich von Quito ist dünn besiedelt und daher weniger wichtig.